# HD 40409
HD 40409 es una estrella en la constelación de Dorado.
Ocasionalmente es conocida como 36 Doradus, que corresponde no a su denominación de Flamsteed —se encuentra demasiado al sur para que John Flamsteed pudiera observarla— sino a su denominación de Gould.
De magnitud aparente +3,66, es la quinta estrella más brillante en la constelación después de α, β, γ y δ Doradus.
Se encuentra a 86 años luz del sistema solar.

## Características
HD 40409 es una gigante naranja de tipo espectral K2III, antes catalogada como posible subgigante (K1III-IV).
Tiene una temperatura efectiva de 4746 K y una luminosidad 11,8 veces superior a la luminosidad solar.
Este último valor, así como su tamaño estimado al no haberse medido directamente su diámetro angular —siete veces más grande que el del Sol—, permiten concluir que es una gigante «menor»; Pólux, la gigante más próxima al sistema solar, es casi cuatro veces más luminosa que HD 40409.
HD 40409 exhibe una metalicidad un 34% superior a la solar ([M/H] = +0,13).
Elementos como hierro y silicio son significativamente más abundantes que en el Sol.
Tiene una masa un 30% mayor que la del Sol y parece ser una estrella antigua de 7000 millones de años de edad.
Es considerada una estrella del disco grueso, al igual que la conocida Arturo (α Bootis).
Por otra parte, se piensa que puede ser una estrella binaria, extremo que no ha sido confirmado.